# 殉愛 (1956年の映画)
『殉愛』（じゅんあい）は、1956年10月31日に公開された日本映画。製作・配給は東宝。モノクロ、スタンダードサイズ。同時上映は『哀愁の街に霧が降る』。
太平洋戦争末期に、戦乱で引き裂かれた特攻隊員夫婦を描く反戦映画。

## キャスト
- 伊東敏郎：鶴田浩二[3]
- 山田照子：八千草薫[3]
- 秋田博：小林桂樹[3]
- 秋田栄三：笠智衆
- 秋田歌子：夏川静江
- 秋田英子：峯京子
- 秋田直子：西島惇子
- 三島正男[3]：石原忠[2]
- 安宅幹哉：加東大介[3]
- 分隊長：田島義文[3]
- 飛行長：清水一郎[3]
- 従兵：多々良純[3]

## スタッフ
参照
- 監督：鈴木英夫
- 製作：金子正且
- 原作：山田照子
- 脚本：沢村勉、鈴木英夫
- 音楽：高木東六
- 撮影：安本淳
- 美術：阿久根巌
- 録音：下永尚
- 照明：横井総一
- 特殊技術：円谷英二、渡辺明、城田正雄、向山宏
- 編集：岩下広一
- 監督助手：岩内克己
- 製作担当者：黒田達雄
- スチール：荒木五一
- 現像：光映新社

## 備考
美術助手を務めた飯塚定雄によれば、オープンセットでの国鉄が爆破されるシーンでは特大の火薬が用いられたといい、爆破の瞬間は煙で何も見えなくなり、時間が立ってから砂利が降ってくるなど威力のある爆発であったことを証言している。